# Японські ранги і посади
Японські ранги і посади　(яп. 日本の官位制) — японська система державних рангів (位) і чиновницьких посад або титулів (官), які відповідали цим рангам. Існувала у домодерній Японії. Складова системи ріцурьо. Вперше була запроваджена у 7 столітті і набула остаточного оформлення у 8 столітті, період Нара. Була однією з фундаментальних засад управління централізованою державою до розвалу чиновницької системи імператорського двору у середньовіччі. Проіснувала з невеликими змінами і доповненнями до середини 19 століття, до реставрації Мейдзі, після якої була кардинально реформована.

## Кольори вбрання відповідно до рангу (位袍)
З 8 століття колір вбрання при японському імператорському дворі було визначено підзаконними актами. Основними кольорами одягу імператора були синій (◆ 青) та жовтий (◆ 黄). Екс-імператор, мав носити червоні (◆ 赤) шати.
Окрім цього, кожному рангу чиновника чи службовця відповідав певний колір:
- 1-й ранг — темно-фіолетовий (◆ 深紫)
- 2-й ранг — світло-фіолетовий (◆ 浅紫)
- 3-й ранг — світло-фіолетовий (◆ 浅紫)
- 4-й ранг — темно-киноварний (◆ 深緋)[2]
- 5-й ранг — блідо-киноварний (◆ 薄緋)
- 6-й ранг — темно-зелений (◆ 深緑)
- 7-й ранг — світло-зелений (◆ 浅緑)
- 8-й ранг — темно-синій (◆ 深縹)
- Початковий ранг — світло-синій (◆ 薄縹)

У 8 столітті було заборонено носити темно-червоні кольори, через асоціацію з кров'ю, що була символом нечистоти.

## Таблиця відповідності рангів і посад (官位相当表)
Посади подані відповідно до рангів (правий вертикальний стовпчик) і установ (верхній горизонтальний стовпчик).
| Установи (→) Ранги (↓)                                | 神祇官 Дзінґікан Управління богів | 太政官 Дайдзьокан Управління Великої політики | 八省 Хассьо Вісім Міністерств 中務省 他の七省 Палацових справ Сім інших | 八省 Хассьо Вісім Міністерств 中務省 他の七省 Палацових справ Сім інших | 大宰府 Дадзайфу Уряд Дадзай | 弾正台 Дандзьодай Палата Цензорів | 左右衛門府 左右衛士府 | 左右兵衛府      | 国司 Кокусі Управа провінцій | 蔵人所（令外官） |
| 正一位 Сьоіті'і Великий 1-й 従一位 Дзюіті'і Малий 1-й |                                   | 太政大臣 Дайдзьо-дайдзін Міністр Великої політики |                                                                         |                                                                         |                             |                                   |                       |                 |                              |                  |
| 正二位 Сьоні'і Великий 2-й 従二位 Дзюні'і Малий 2-й   |                                   | 左大臣 Садайдзін Лівий міністр 右大臣 Удайдзін Правий міністр 内大臣 Найдайдзін Внутрішній міністр                                                    |                                                                         |                                                                         |                             |                                   |                       |                 | 別当                         |                  |
| 正三位 Сьосанмі Великий 3-й                           |                                   | 大納言 Дайнаґон Старший радник |                                                                         |                                                                         |                             |                                   |                       |                 |                              |                  |
| 従三位 Дзюсанмі Малий 3-й                             |                                   | 中納言 Тюнаґон Середній радник 参議 Санґі Дорадник |                                                                         | 帥                                                                      | 尹                          |                                   |                       |                 |                              |                  |
| 正四位上 Сьосі'і-дзьо Великий 4-й верхній             |                                   | | 卿 Кьо Міністр                                                          |                                                                         |                             |                                   |                       |                 |                              |                  |
| 正四位下 Сьосі'і-ґе Великий 4-й нижній                |                                   | | 七省卿                                                                  |                                                                         |                             |                                   |                       |                 |                              |                  |
| 従四位上 Дзюсі'і-дзьо Малий 4-й верхній               |                                   | 左大弁 Садайбен Лівий старший упорядник 右大弁 Удайбен Правий старший упорядник                                                                       |                                                                         |                                                                         |                             |                                   |                       |                 |                              |                  |
| 従四位下 Дзюсі'і-ґе Малий 4-й нижній                  | 伯 Хаку Голова                    | |                                                                         |                                                                         | 大弼                        |                                   |                       |                 | 頭                           |                  |
| 正五位上 Сьоґоі-дзьо Великий 5-й верхній              |                                   | 左中弁 Сатюбен Лівий середній упорядник 右中弁 Утюбен Правий середній упорядник                                                                       | 中務大輔                                                                | 大弐                                                                    |                             | 督                                |                       |                 |                              |                  |
| 正五位下 Сьоґоі-ґе Великий 5-й нижній                 |                                   | 左少弁 Сатюбен Лівий молодший упорядник 右少弁 Утюбен Правий молодший упорядник                                                                       |                                                                         | 七省大輔 大判事                                                         | 少弼                        |                                   |                       |                 | 五位蔵人                     |                  |
| 従五位上 Дзюґоі-дзьо Малий 5-й верхній                |                                   | |                                                                         | 中務少輔                                                                |                             |                                   | 督                    | 大国守          |                              |                  |
| 従五位下 Дзюґоі-ґе Малий 5-й нижній                   | 大副 Дайфуку Старший заступник    | 少納言 Сьонаґон Молодший радник | 少弐                                                                    | 侍従 大監物 七省少輔                                                    |                             | 佐                                |                       | 上国守          |                              |                  |
| 正六位上 Сьорокуі-дзьо Великий 6-й верхній            | 少副 Сьофуку Молодший заступник   | 左弁大史 Сабен-дайсі Старший писар лівого упорядника 右弁大史 Убен-дайсі Старший писар правого упорядника                                             | 大内記                                                                  | 大忠                                                                    |                             |                                   |                       | 六位蔵人        |                              |                  |
| 正六位下 Сьорокуі-ґе Великий 6-й нижній               |                                   | | 大監                                                                    | 八省大丞 中判事                                                         | 少忠                        |                                   | 佐                    | 大国介 中国守   |                              |                  |
| 従六位上 Дзюрокуі-дзьо Малий 6-й верхній              | 大祐 Дай'ю Старший помічник       | | 少監                                                                    | 八省少丞 中監物                                                         |                             |                                   |                       | 上国介          |                              |                  |
| 従六位下 Дзюрокуі-ґе Малий 6-й нижній                 | 少祐 Сьою Молодший помічник       | | 大判事                                                                  | 少判事 大蔵大主鑰                                                       |                             | 大尉                              |                       | 下国守          |                              |                  |
| 正七位上 Сьосітіі-дзьо Великий 7-й верхній            |                                   | 大外記 Дайґекі Старший зовнішній секретар 左弁少史 Сабен-сьосі Молодший писар лівого упорядника 右弁少史 Убен-сьосі Молодший писар правого упорядника | 大工 少判事 大典 防人正                                                 | 中内記 八省大録                                                         | 大疏                        | 少尉                              |                       |                 |                              |                  |
| 正七位下 Сьосітіі-ґе Великий 7-й нижній               |                                   | | 主神                                                                    | 少監物 大主鈴 判事大属                                                  | 巡察                        |                                   | 大尉                  | 大国大掾        |                              |                  |
| 従七位上 Дзюсіті-дзьо Малий 7-й верхній               |                                   | 少外記 Сьоґекі Молодший зовнішній секретар |                                                                         |                                                                         |                             |                                   | 少尉                  | 大国少掾 上国掾 |                              |                  |
| 従七位下 Дзюсітіі-ґе Малий 7-й нижній                 |                                   | | 博士                                                                    | 大典鑰 大解部 大蔵少主鑰                                                |                             |                                   |                       |                 |                              |                  |
| 正八位上 Сьохатіі-дзьо Великий 8-й верхній            |                                   | | 少典・陰陽師 医師・少工 算師・防人佑 主船・主厨                         | 少内記 八省少録 少主鈴 典履・典革                                       | 少疏                        |                                   |                       | 中国掾          |                              |                  |
| 正八位下 Сьохатіі-ґе Великий 8-й нижній               | 大史 Дайсі Старший писар          | |                                                                         | 治部大解部 刑部中解部 判事少属                                          |                             | 大志 医師                         |                       |                 |                              |                  |
| 従八位上 Дзюхатіі-дзьо Малий 8-й верхній              | 少史 Сьосі Молодший писар         | |                                                                         | 少典鑰                                                                  |                             | 少志                              | 大志 医師             | 大国大目        |                              |                  |
| 従八位下 Дзюхатіі-ґе Малий 8-й нижній                 |                                   | |                                                                         | 刑部少解部 治部少解部                                                   |                             |                                   | 少志                  | 大国少目 上国目 |                              |                  |
| 大初位上 Дайсьоі-дзьо Великий початковий верхній      |                                   | | 判事大令史                                                              |                                                                         |                             |                                   |                       |                 |                              |                  |
| 大初位下 Дайсьо'і-ґе Великий початковий нижній        |                                   | | 判事少令史 防人令史                                                     |                                                                         |                             |                                   |                       | 中国目          |                              |                  |
| 少初位上 Сьосьоі-дзьо Малий початковий верхній        |                                   | |                                                                         |                                                                         |                             |                                   |                       | 下国目          |                              |                  |
| 少初位下 Сьосьоі-ґе Малий початковий нижній           |                                   | |                                                                         |                                                                         |                             |                                   |                       |                 |                              |                  |

## Виноски
1. ↑  Кольори подані за «Словником традиційних японських кольорів» [Архівовано 29 жовтня 2007 у Wayback Machine.].
2. ↑  Починаючи з періоду Хей'ан колір вбрання чиновників з 1-го по 4-й ранг було змінено на чорний (◆ 黒).
3. ↑  Інколи перекладається як «прем'єр міністр».
4. ↑  Дослівно «великий радник».
5. ↑  Дослівно «Той, хто бере участь у нарадах [імператора чи міністрів]».
6. ↑  Власне «міністр» відповідає слову дайдзін (大臣, «великий слуга»), проте для узгодження назв «восьми міністерств» і назв посад їхніх голів, 卿 часто перекладається як «міністр». Власне, для ієрогліфа 卿 ближчі такі прямі українські відповідники як «вельмишановний пан» або «вельможа». 

Окрім позначення посади, 卿 (кьо) служив приставкою-закінченням до імені голів «восьми міністерств», радників наґон і дорадників санґі, тобто усіх чиновників 3-го і великого 4-го рангу. Імена державців 1-го і 2-го рангу, тих хто називався дайдзін (大臣), мали приставку 公 (ко, «князь»). Разом усі ці чиновники формували 公卿 (куґьо, «князів» і «вельмож») — верхівку японської аристократії, елітну групу, яка фактично керувала Японією від імені імператора. Представники куґьо збиралися на нарадах Упаравління великої політики дайдзьокан для обговорення і вирішення поточних проблем.
7. ↑  Буквальне значання ієрогліфа 伯 означає «біловолосий (白) чоловік (イ)», тобто «старець» або «старійшина»
8. ↑  Дослівно «великий заступник».
9. ↑  Дослівно «малий заступник».
10. ↑  Дослівно «великий помічник».
11. ↑  Дослівно «малий помічник».
12. ↑  Дослівно «великий писар».
13. ↑  Дослівно «малий писар».